# Skövde

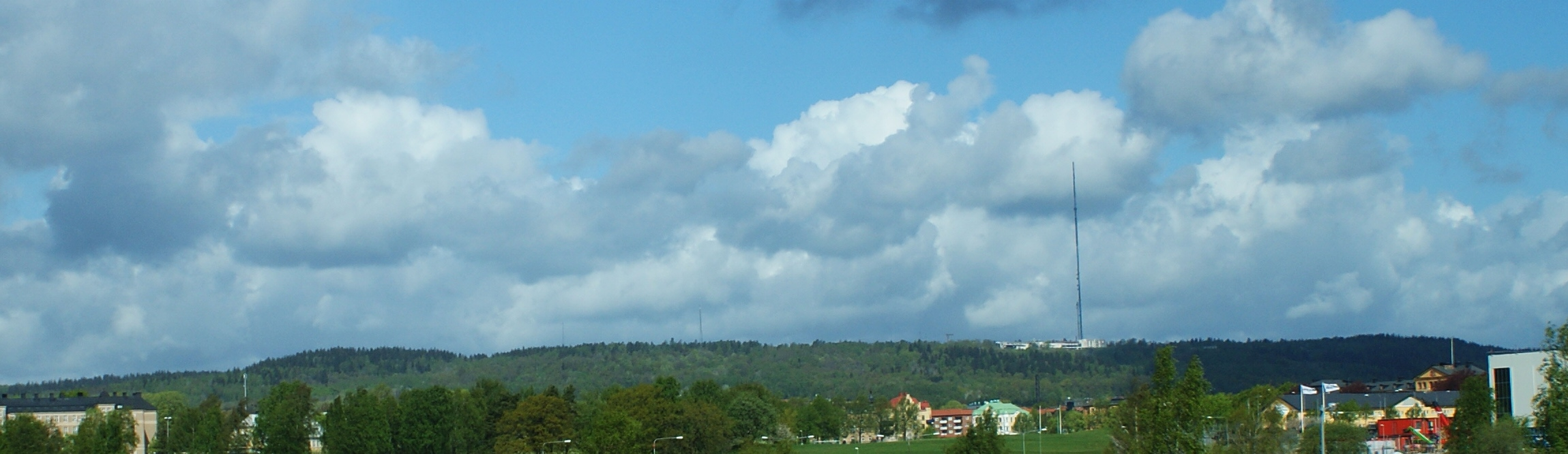
Billingen sedd från öster med Skövde i förgrunden.

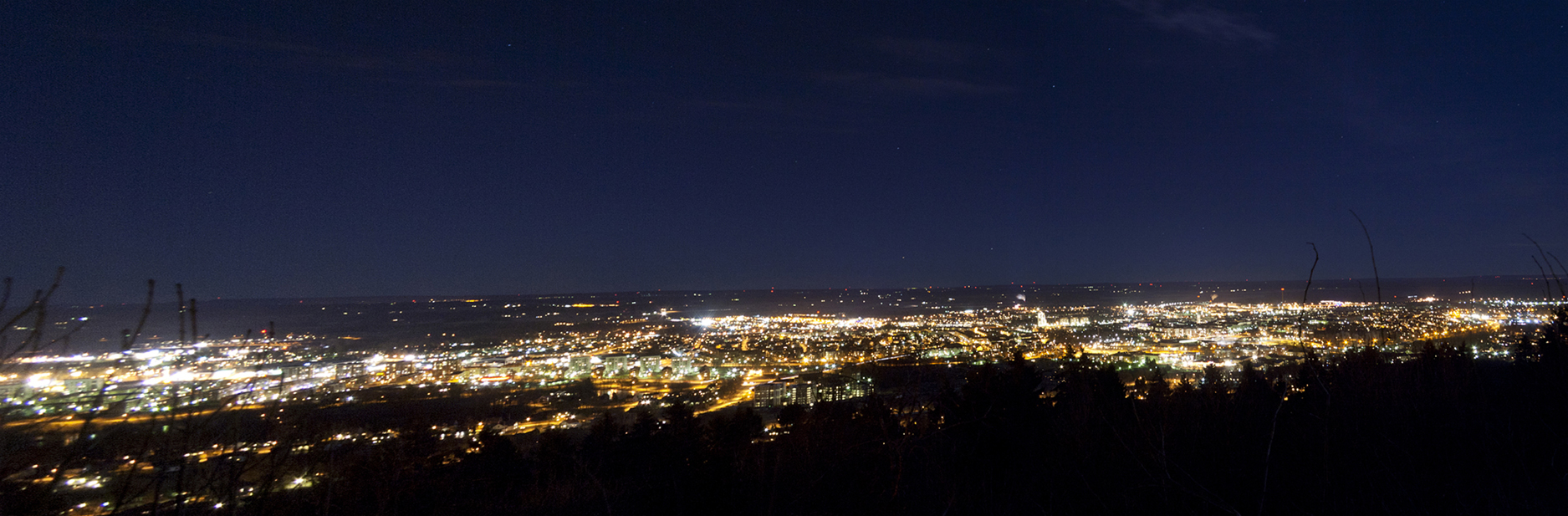
Skövde kvällstid, sett från toppen av Billingen.

Skövde (uttal (fil)) är en tätort i Västergötland och centralort i Skövde kommun i Västra Götalands län samt kansliort för Skaraborgs tingsrätt. Skövde har 40 422 invånare (2023) och är Sveriges 31:a största  och länets femte största tätort.

## Ortnamnet
Skövde skrevs på 1200-talet som Sködwe. Efterledet -we kommer av vi/vä 'helig plats','helgedom'. Förledet Sköd- kan bland annat komma av skedh 'kapplöpningsbana' eller skedh 'bräde'.

## Historia
Största delen av historiestycket är baserat på Skövde under 600 år

### Fram till 1500-talet
Nordens största bevarade guldskatt, Timboholmsskatten, hittades strax utanför Skövde 1904. Skatten, som består av massivt 24 karats guld, väger drygt sju kilo och består av 16 ringar samt två tackor. I dag finns skatten på Historiska museet i Stockholm och en kopia finns på Skövde stadsmuseum. Skatten dateras till folkvandringstid (cirka 400–500-tal).
Skövdes stadshelgon är Sankta Elin, även kallad Helena, som skall ha levt på 1100-talet. Enligt legenden blev hon mördad på väg till en kyrkoinvigning. Hon helgonförklarades 30 juli 1164. Under medeltiden vallfärdade man till Elins grav och detta bidrog stort till stadens utveckling och tillväxt.
Under medeltiden var Skövde en stad i framgång. Ekonomin frodades och efter hand kom Skövde att utvecklas till en stad med stor betydelse. I anslutning till staden fanns tre kyrkor: stadskyrkan, Elinkapellet strax söder om staden och Heliga Birgittas kapell i norr. Staden var vid denna tidpunkt sannolikt inte speciellt stor vare sig till yta eller invånarantal, utan "storheten" låg snarare i att den en gång varit hemort för stiftets skyddshelgon S:t Elin. Pilgrimer reste hit för att besöka helgonets källa och grav, och kommersen kring pilgrimerna kom att bli en viktig förutsättning för Skövdes utveckling under det kommande århundradet.
Det exakta årtalet då Skövde fick sina stadsrättigheter är okänt, men det kan antas att det skedde någon gång omkring år 1400 då staden nämns i en skattelängd. I början av 1500-talet bekräftade kung Gustav Vasa stadsrättigheterna i ett brev.

### 1500-talet fram till stadsbranden 1759
Om 1400-talet präglades av framgång så visar 1500-talet på en begynnande nedgång för staden. Främsta orsaken till denna var reformationen och övergången till den lutherska läran. Man ville rensa bort all form av avgudadyrkan i form av helgonkulter ur kyrkorna; dessa tömdes på klenoder och reliker, och Skövde slapp inte undan. Pilgrimer slutade att resa hit och en stor del av stadens inkomster försvann praktiskt taget över en natt. Kungen Gustav Vasa hade även planer på att flytta staden tillsammans med några andra västgötastäder, till Hornborgasjön för att där bygga en stor stad.
År 1520 inträffade det första dokumenterade bakslaget för Skövde. Den danske kungen Kristian II genomförde då sitt tredje krigståg mot Sverige. En av de danska härarna drog genom Västergötland och brände ner Skövde, Falköping, Skara och Bogesund (Ulricehamn).
Det är först på 1600-talet som det kan presenteras någorlunda säkra siffror över hur många människor som är bosatta i Skövde. För år 1655 redovisade staden en mantalslängd på 134 personer, 34 bönder, 38 husfruar, 12 söner, 3 döttrar, 2 drängar, 8 pigor, 10 inhyses, 14 båtsmän, och 13 som beskrivs som "63-åringar", det vill säga dåtidens pensionärer. Under 1660-talet skedde viss tillväxt och staden hade 1669 en befolkning på 168 personer.
Vid 1700-talet början var Skövde en av länets minsta städer. År 1700 hade den endast 154 invånare, men bara 50 år senare hade antalet invånare ökat till 381. År 1770 hade invånarantalet ökat ända till 500 personer. I början av 1700-talet fick de svenska städerna och landsbygderna ta hand om krigsfångar tagna av Karl XII:s krigshärar. Det var sachsare, tyskar, danskar, norrmän, polacker och kosacker som på högst ofrivilliga sätt fick sin boning i Skövde. 1708 är antalet krigsfångar i Skövde uppe i 56 personer. I rådhusrättens protokoll kan man läsa att antalet fångar är nu så stort, att varje borgare nu måste ta hand om var sin fånge. 1718 var antalet danska fångar uppe i 90 personer, med andra ord borde antalet krigsfångar ha dominerat lilla Skövde.

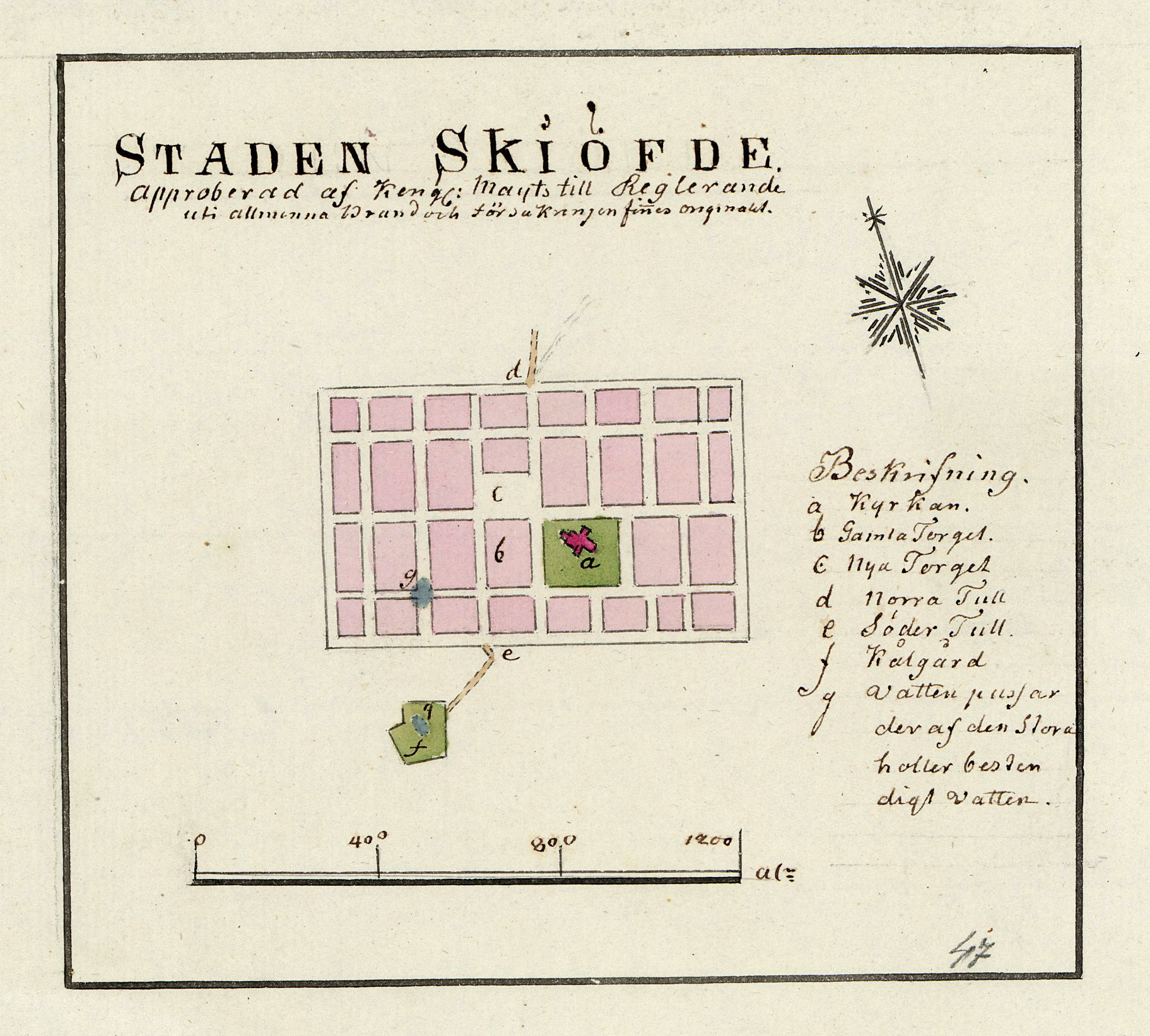
Skövde som det såg ut i början av 1800-talet.

År 1746 var Carl von Linné ute på sin västgötaresa, där han även besökte Skövdes trakter. Han berättar ingående om de hamlade ängarna i Berg, bokarna på Ingasäter och Mulltorps alunbruk. När han den 27 juni nådde fram till Skövde hade han inte så mycket positivt att säga: "Skövde stad, qvart 6 ifrån Berg, var en mycket liten fläck, beläget på östra sidan av Billingen, utan någon sjö eller särdeles situation, husen woro små, gatorna irregulaire och Kyrkogården kringsatt med sköna askar. Denna stad har fordom varit S:t Helenas säte." Hans resa fortsatte söderut och nästa anhalt är Skultorp. Återigen vaknar Linnés berättarlust och han beskriver kvinnofolkets hattar, bonddrängarnas frieri och den storslagna utsikten från Skultorps Nabbe.
År 1759 förstördes centrala Skövde i en stor stadsbrand. Ett kvarter med äldre trähus är dock bevarat och bildar tillsammans med en trädgård kulturreservatet Helénsparken. Det äldsta huset i parken, Helénsstugan är från tidigt 1700-tal. Intill Hertig Johans torg ligger Sankta Helena kyrka och kyrkparken.

### Staden efter branden

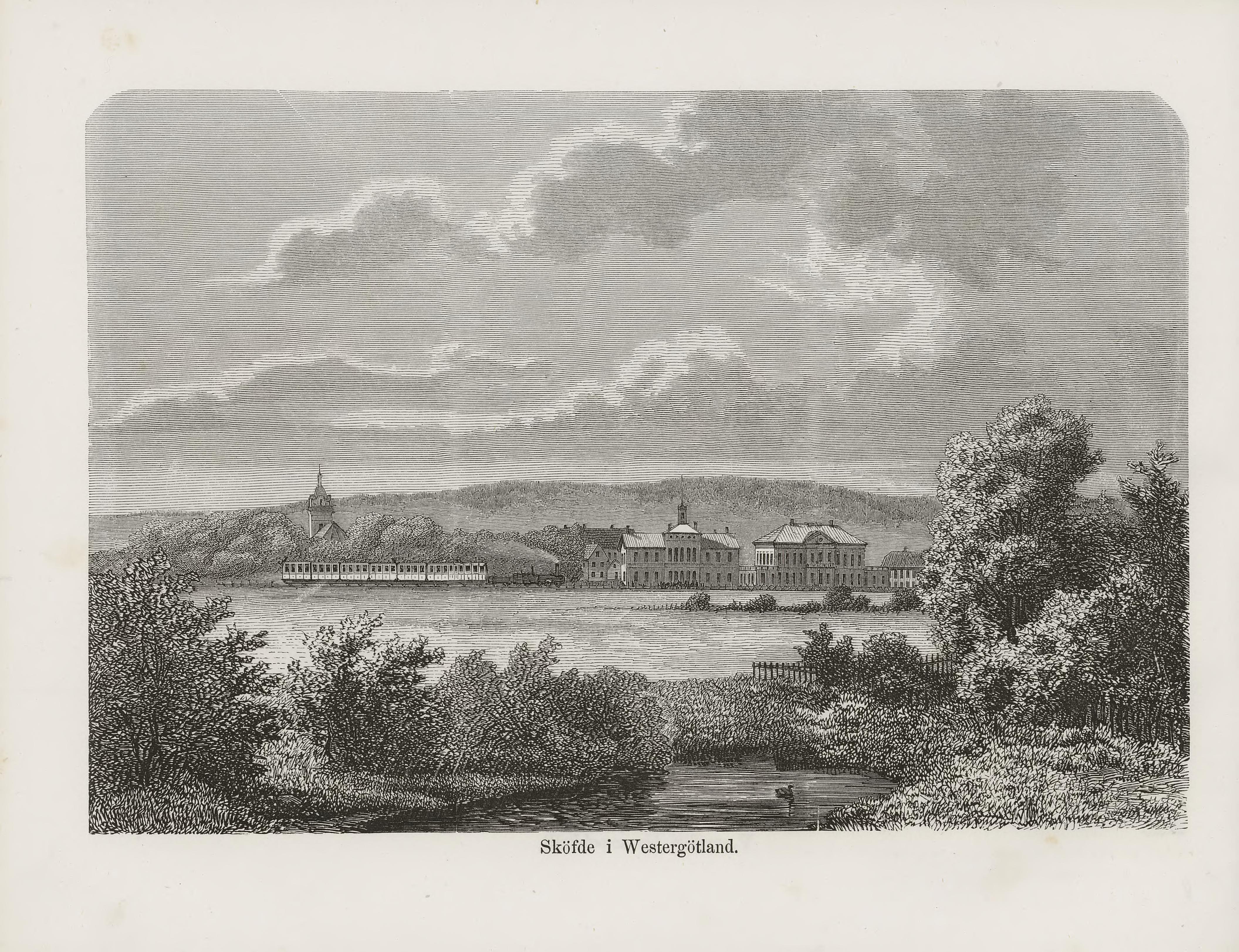
Vy över staden 1867.

Skövde återhämtade sig efter branden. Det sociala livet började frodas, baler och teaterföreställningar avlöste varandra. Invånarna i staden levde ett tryggt och förhoppningsvis behagligt småstadsliv. Dock skulle nya vindar blåsa som skulle komma att förändra stadens utveckling för lång tid framöver.
Under 1800-talets första hälft hölls årligen sex–sju marknader i Skövde. 1847 infördes torgdagarna som snart kom att få karaktären av vanliga marknadsdagar, så marknaden kom att inskränkas till två stycken om året, en på våren och en på hösten. En viktig marknad var remonteringsmarknaden eller hästmarknaden som inträffade den 19 september. Den var vida känd, även utanför landets gränser. Hit kom uppköpare från kavalleri- och artilleriregementen, men också enskilda uppköpare från Norge, Danmark och Tyskland, för att köpa unghästar. Kommersen var så stor att flera tusen hästar kunde byta ägare på en enda dag.
År 1858 ökade befolkningen i staden och snart stod järnvägen färdig. 1859 invigdes Västra stambanan. Diskussionerna om en tidning började ta fart. Man tog kontakt med redaktören för Göteborgs Handels- och Sjöfartstidning, S.A. Hedlund, som lovade att bistå med nyhetsmaterial och ledarartiklar. Tidningen kallades Sköfde Tidning och gavs ut varje lördag. Det första numret kom den 13 november 1858. 1960 gick Västgöta Korrespondenten Skövde Tidning (VK) samman med Skaraborgs Läns Annonsblad (SLA, grundat 1884).
Vid 1860-talets början inskränkte sig stadens område till vad som nu kallas den gamla staden. Några större industrier fanns ännu inte, hantverk, handel och jordbruk var de enda näringsgrenar som idkades. Åkerbruk och boskapsskötsel utgjorde ända fram till 1850-talet huvudnäringen för invånarna, medan de egentliga stadsborgarnäringarna var föga utvecklade.
Den 18 juni 1870 öppnade i järnvägsstationens närhet en vattenkuranstalt, vilket fick till följd att Skövde upplevde en kort period som kurort. Kuranstalten grundades av Lars Georg Dovertie och var livligt frekventerad under 1870- och 1880-talen. Sedan 1992 har anstalten varit kårhus.
År 1884 bildades ett bolag för att tillgodose behovet av ett ridhus. Staden upplät en plats strax norr om staden. Detta ridhus kom senare att bli en viktig bricka i kommande diskussioner om att förlägga regementen till Skövde. 1889 väcktes frågan om att försöka få Livregementets husarers rekrytskola till Skövde. Det var på förslag att denna skulle övergå från indelt regemente till värvad trupp. 1891 bestämdes att Skövde skulle få regementet i två år, men i slutet av 1894 dök Örebro upp som konkurrent till Skövde. Örebro hade vissa fördelar, till exempel ett större ridhus, men efter nya bud från Skövde gick staden segrande ur striden, och sedan 1896 är Husarernas rekrytskola förlagt i Skövde.
1900-talets senare hälft präglades av modernisering och rivningar, framför allt den gamla träkåksbebyggelsen i den gamla stadens västra del. Annars präglades 1900-talet mycket av militärens närvaro. Inslaget av militärklädda män har varit markant på Skövdes gator, även om det kom att minska drastiskt vid seklets slut.

### Administrativa tillhörigheter
Skövde stad ombildades vid kommunreformen 1862 till en stadskommun, och i den omliggande Skövde socken, där delar av bebyggelsen med tiden kom att befinna sig, inrättades Skövde landskommun. Stadskommunen införlivade 1914 Skövde socken/landskommun, utökades ytterligare 1952 och uppgick 1971 i Skövde kommun med Skövde som centralort. Bebyggelsens expansion har medfört tätorten växt samman med kyrkbyn Ryd i Ryds socken, nu stadsdelen Södra Ryd och också numer har delar i Våmbs socken och Norra Kyrketorps socken
I kyrkligt hänseende hörde orten före 1916 till Skövde stadsförsamling och Skövde landsförsamling, och därefter till den sammanslagna Skövde församling. Mellan 1916 och 1974 fanns Öms församling för delar av orten och efter expansion hör delar av orten till Ryds församling, Våmbs församling, och före 2010 Norra Kyrketorps församling, därefter Skultorps församling.
Orten ingick till 1938 i domkretsen för Skövde rådhusrätt och därefter till 1971 ingå i Skövde tingslag. Från 1971 till 2009 ingick orten i Skövde domsaga och ingår sedan 2009 i Skaraborgs domsaga.

### Befolkningsutveckling
| Befolkningsutvecklingen i Skövde 1960–2020 | Befolkningsutvecklingen i Skövde 1960–2020 | Befolkningsutvecklingen i Skövde 1960–2020 | Befolkningsutvecklingen i Skövde 1960–2020 | Befolkningsutvecklingen i Skövde 1960–2020 |
| ------------------------------------------ | ------------------------------------------ | ------------------------------------------ | ------------------------------------------ | ------------------------------------------ |
|                                            |                                            |                                            |                                            |                                            |
| År                                         |                                            |                                            | Folkmängd                                  | Areal (ha)                                 |
| 1960                                       | 1960                                       |                                            | 22 646                                     |                                            |
| 1965                                       | 1965                                       |                                            | 25 906                                     |                                            |
| 1970                                       | 1970                                       |                                            | 29 040                                     |                                            |
| 1975                                       | 1975                                       |                                            | 29 945                                     |                                            |
| 1980                                       | 1980                                       |                                            | 29 669                                     |                                            |
| 1990                                       | 1990                                       |                                            | 30 542                                     | 1 866                                      |
| 1995                                       | 1995                                       |                                            | 32 146                                     | 1 946                                      |
| 2000                                       | 2000                                       |                                            | 32 505                                     | 1 971                                      |
| 2005                                       | 2005                                       |                                            | 33 119                                     | 1 978                                      |
| 2010                                       | 2010                                       |                                            | 34 466                                     | 2 031                                      |
| 2015                                       | 2015                                       |                                            | 36 842                                     | 2 211                                      |
| 2020                                       | 2020                                       |                                            | 39 580                                     | 2 325                                      |
|                                            |                                            |                                            |                                            |                                            |

## Kommunikationer

### Vägar
Skövde är anslutet till tre riksvägar: rv 26 (söderut mot Jönköping och Halmstad, norrut mot Mariestad och Mora), rv 46 (söderut mot Falköping och Ulricehamn) och rv 49 (västerut mot Skara och Lidköping, österut mot Tibro och Askersund).
Dessutom ansluter länsvägarna 200 (norrut mot Väring och Otterbäcken) och 194 (österut mot Värsås och Hjo).

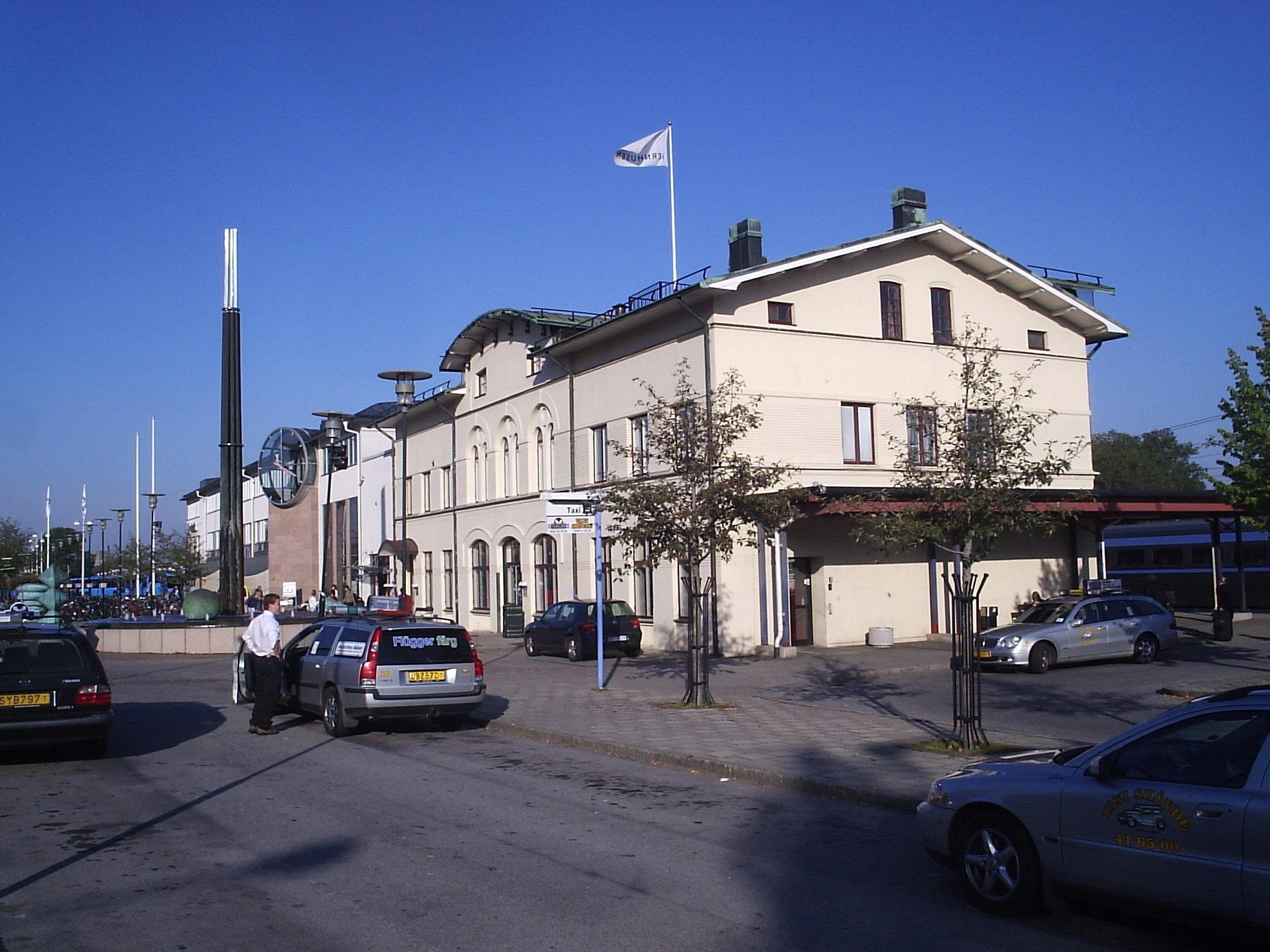
Skövde centralstation år 2006.

### Järnvägar
Den enda järnväg som idag är i bruk genom Skövde är Västra stambanan. Delen mellan Göteborg och Töreboda, inklusive Skövde, var klar 1859 och hela banan till Stockholm har varit i bruk oavbrutet sedan invigningen 1862. Av försvarsskäl byggde svenska staten även en bana till Karlsborg, som idag kallas just Karlsborgsbanan. Den har emellertid lagts ned i omgångar från 1980-talet och framåt och sedan 2005 har ingen del av banan trafikerats.
Under slutet av 1800-talet byggdes ett stort smalspårsnät upp i Västergötland och för att få anslutning till detta, byggdes 1902–1904 Skövde–Axvalls Järnväg. Den var smalspårig med spårvidden 891 mm. Järnvägen lades ned 1961, så när som på sträckan närmast Skövde (Skövde–Gullhögen) som i stället byggdes om till normalspår för godstransporter.

### Bussar
Skövde Stadstrafik med ett flertal linjer drivs av Västtrafik. Det finns också ett stort antal busslinjer till omkringliggande tätorter och kommuner.

## Näringsliv
Skövde är ett centrum för spelutveckling och spel för träning. I företagsparken Science Park Skövde (fd Gothia Science Park) finns det ett tiotal spelföretag som har både utvecklat och producerat spel i Skövde. Närheten till den relativt stora spelutbildningen på Högskolan i Skövde som har norra Europas största och Sveriges i särklass bredaste utbud av dataspelsutbildningar. Över 500 studenter läser dataspelsutveckling här och totalt är drygt 700 personer verksamma inom spelbranschen i Skövde.
Både Volvo Powertrain och Volvo Cars har anläggningar i Skövde och de tillverkar över en halv miljon motorer om året i staden och har tillsammans ca 4500 anställda (2012).
Skövde är en mångfaldig industriort, och här återfinns företag som Paroc (isolering av stenull), CEJN (snabbkopplingar), Parker TEMA (snabbkopplingar), Furhoffs Rostfria (diskbänkar och golvbrunnar), Cementa (cement) och Grahns konfektyr.
Skövde har många offentliga arbetsgivare och den största av dem är Skövde kommun. Andra offentliga arbetsgivare är Försvarsmakten, Västra Götalandsregionen, Högskolan, Skaraborgs tingsrätt, Polisen och Västtrafik. De många arbetstillfällena i Skövde har inneburit en ökad dagpendling till staden från de närmste grannkommunerna.

### Handel
Skövde har tre handelsområden: Centrum, Norrmalm och Stallsiken. Därtill finns mer inriktad handel på flera andra områden i Skövde: Aspelund, Hasslum, Mariesjö, Hallenbergsrondellen, Karstorpsrondellen och Billingesluttningen.

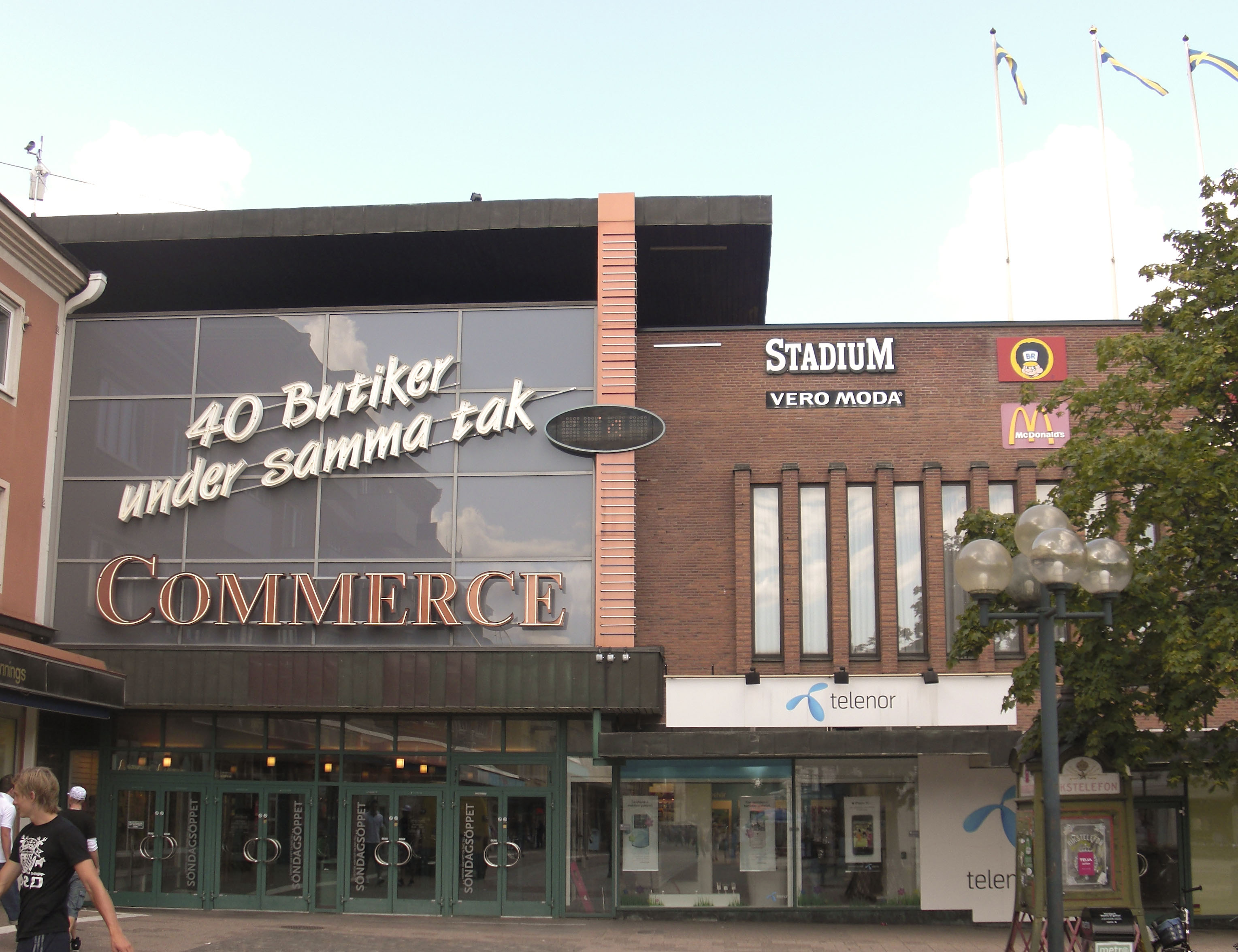
Commerce-ingången vid Hertig Johans torg

I stadskärnan finns Skaraborgs största köpcentrum Commerce med över 40 butiker och restauranger. Det ligger i direkt anslutning till Hertig Johans torg och Sandtorget. I oktober 2008 stod den renoverade butiksgallerian Vasaporten klar (f.d Göfab Huset) med ett tiotal butiker. 
På Norrmalms handelsområde finns ett tjugotal butiker utefter Gustav Adolfsgatan och här ligger också köpcentrumet Elins Esplanad (f.d. Maxi-huset) med 30 butiker, MAXI Ica Stormarknad, restauranger och café. Elins Esplanad invigdes 28 november 2008.
Stallsikens handelsområde är ett volymhandelsområde som ursprungligen byggdes för att nya, stora butiker skulle kunna öppna i Skövde, så som Biltema, Plantagen, Mio, ÖoB, Chili, Rusta och Media Markt (senare Power). Invigningen skedde etappvis med start våren 2008.

### Militärstaden

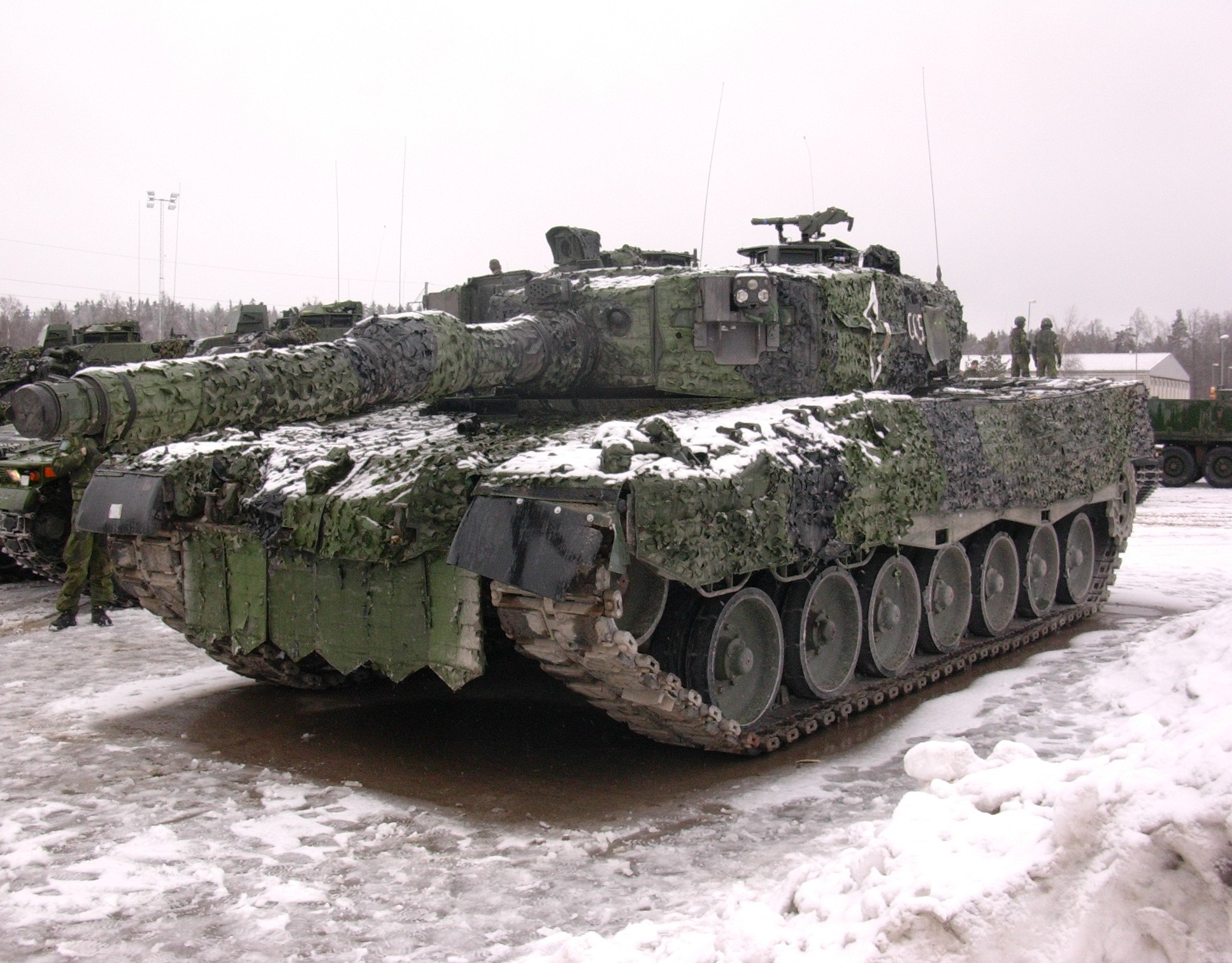
Stridsvagn på Skaraborgs regemente

Runt sekelskiftet 1900 förlades flera militära förband till Skövde. År 1913 kom även Skaraborgs regemente hit, det kostade staden mycket pengar men bidrog också till ökad konsumtion och affärsverksamhet. I dag är garnisonen en av Sveriges största.
Det finns flera militära enheter i Skövde, Skaraborgs regemente (P 4) och Göta trängregemente (T 2) med Logistikskolan samt Markstridsskolan (MSS). P 4 utbildar främst mekaniserade skytteförband och stridsvagnsförband, medan T 2 utbildar logistikförband av olika typer. Markstridsskolan står för fortbildning av officerare inom markstrid, samt utvecklar metoder och utvärderar övningar. Logistikskolan är en försvarsmaktsgemensam skola som kompetensutvecklar studerande och personal från både Armén, Marinen och Flygvapnet inom ämnesområdena krigsvetenskap, militärteknik, ledarskap och fysiskt stridsvärde. Logistikskolan är placerad vid Göta trängregemente i Skövde och utgör tillsammans med Göta trängregemente Försvarsmaktens kompetenscentra inom logistik. Efter senaste försvarsbeslutet har Skövde garnisons roll i Försvarsmakten ökat och mindre enheter har flyttats eller kommer att flyttas till Skövde, bland annat Försvarsmaktens Motorskola och Logistikskolan.
Nya uppgifter för förbanden i staden är uppsättande och bemanning av delar till Nordic Battlegroup, en insatsstyrka inom EU:s stridsgruppskoncept. I huvudsak handlar Skövde garnisons åtaganden om cirka 230 soldater och officerare i en logistikbataljon, knappt hundra i en skyttebataljonsstab och dessutom ett par självständiga plutoner. Till detta kommer ytterligare kontraktsanställda soldater till det separata mekaniserade insatskompaniet IA07.

### Bankväsende
Skövde sparbank grundades 1861 och var länge en fristående sparbank. Efter sammanslagningar ändrades namnet till Skövde-Hjo sparbank 1966, Sparbanken Norra Skaraborg 1971 och Sparbanken Skaraborg 1977. Verksamheten blev sedermera en del av Swedbank.
Skaraborgs läns enskilda bank grundades i Skövde den 1 juni 1865. Sydsvenska kreditaktiebolaget hade ett avdelningskontor åtminstone från tidigt 1900-tal. År 1916 öppnade Göteborgs handelsbank ett kontor i Skövde och år 1925 tog denna bank över Sydsvenska bankens kontor i Skövde. Svenska Handelsbanken öppnade kontor i Skövde först år 1962.
Utöver avdelningskontor för de traditionella storbankerna har JAK Medlemsbank sitt huvudkontor i Skövde.

## Utbildning

### Enskilda grundskolor
- Montessoriskolan i Skövde
- Raoul Wallenbergskolan Skövde (RWS)

### Kommunal gymnasieutbildning
- Kavelbrogymnasiet[32]
- Västerhöjdsgymnasiet[33]
- Vuxenutbildning (Komvux)

### Fristående gymnasieutbildning[34]
- Drottning Blankas Gymnasieskola
- Lichron teknikgymnasium (specialinriktningar inom elteknik och CNC)
- NTI Gymnasiet
- Praktiska i Skövde
- Volvogymnasiet[34]

### Eftergymnasial utbildning

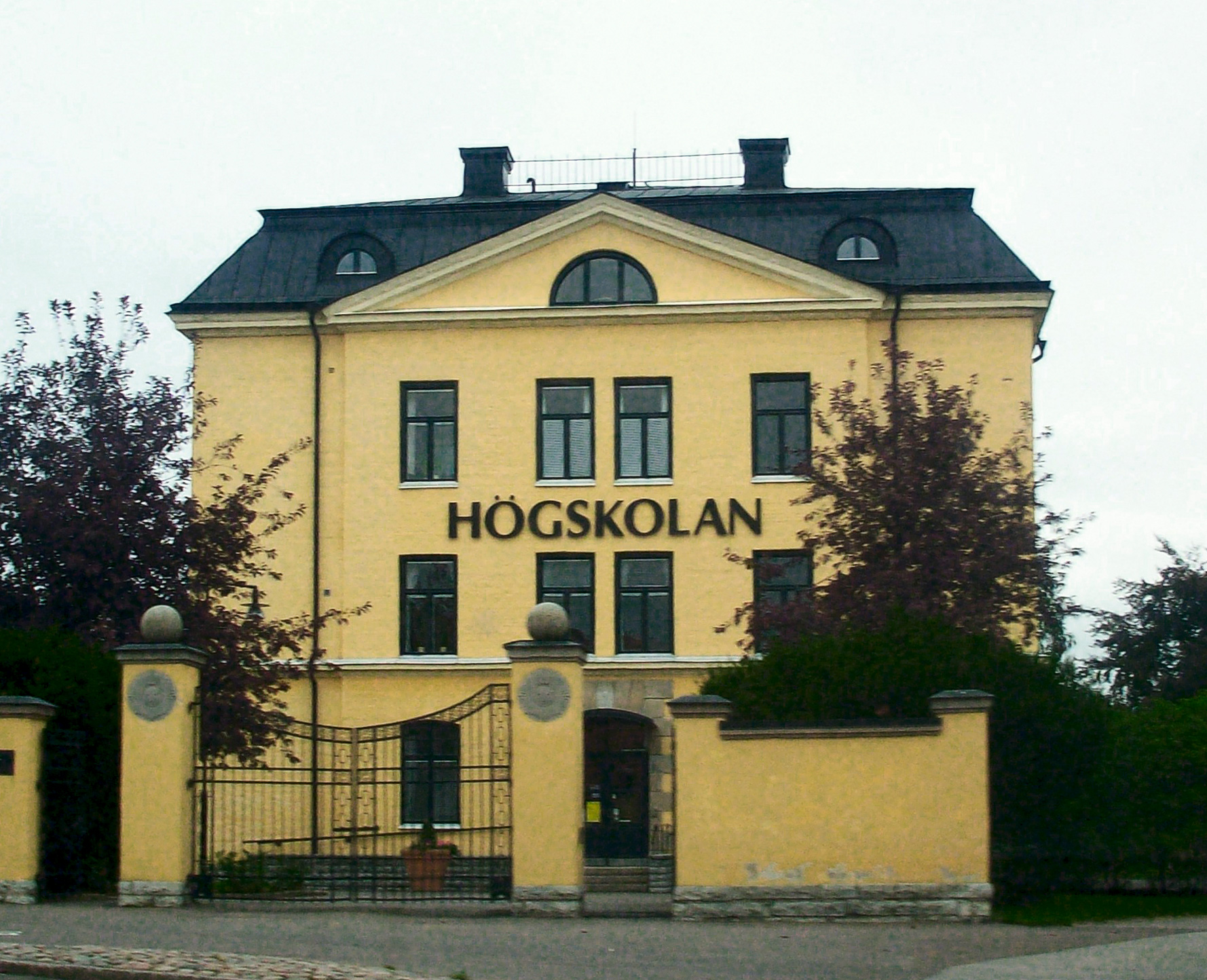
Högskolan i Skövde, Kanslihuset.

I Skövde finns Högskolan i Skövde som, likt de flesta andra svenska högskolor och universitet, är en självständig statlig myndighet. Lärosätets utbildning och forskning är koncentrerad till fem olika områden: Biovetenskap, Framtidens företagande, Informationsteknologi, Ingenjörsvetenskap samt Vård och hälsa. Högskolan i Skövde är idag allmänt känd för utbildningarna inom dataspelsområdet men lärosätets starka akademiska grund inom det informationsteknologiska området lades redan under i mitten på 1980-talet och har sedan alltjämt utvecklats. 
Högskolan i Skövde erbjuder en mängd utbildningsprogram på grund- (kandidat) och avancerad nivå (magister/master). Lärosätet erbjuder också ett stort antal fristående kurser samt har en omfattande egen forskningsverksamhet. Högskolan i Skövde har examensrätt på forskarnivå inom området Informationsteknologi. Inom övriga vetenskapliga områden bedriver Högskolan i Skövde forskarutbildning i samverkan med andra lärosäten.
I utkanten av staden finns också Skövde Garnison, som är en av landets största med två regementen, Skaraborgs Regemente P4, Göta trängregemente, Logistikskolan samt Markstridsskolan.

## Nyheter och media
I Skövde finns det några nyhetsföretag som bevakar staden och händelserna.
- SLA
- Skövde Nyheter
- Skaraborgs Nyheter
- P4 Skaraborg

## Kultur och nöjesliv

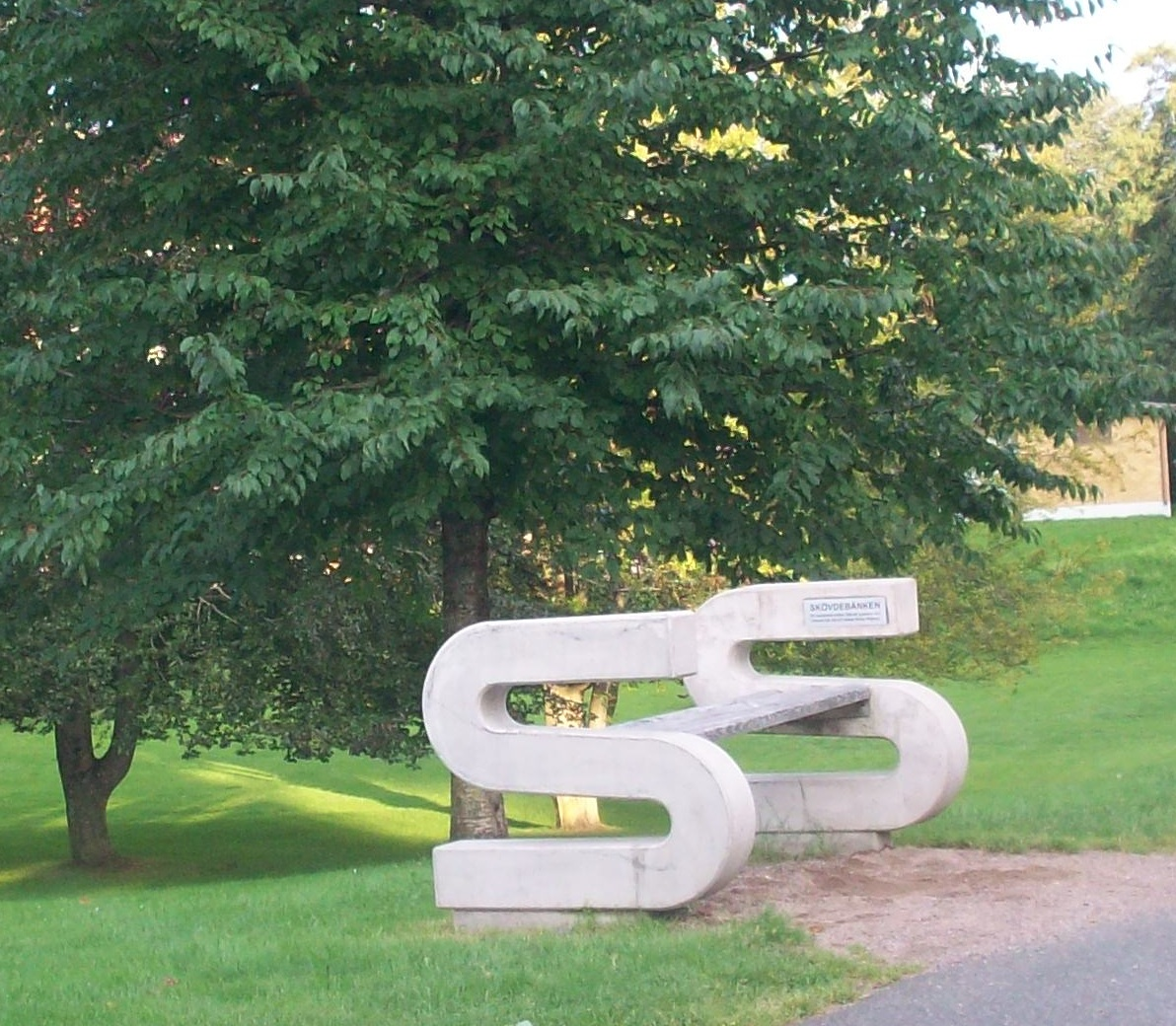
En av stadens "Skövdebänkar" som står lite varstans i staden.

### Kulturhuset
Skövde Kulturhus inrymmer konsthall, konstmuseum, stadsbibliotek, teater och biograf. Kulturhuset är ritat av Skaraborgsarkitekten Hans-Erland Heineman och invigdes år 1964. 

### Museer
Skövde stadsmuseum låg tidigare i Gamla Rådhuset vid Hertig Johans torg, men sedan 2005 ligger museet på Norrmalm. På museet finns brev, rättshandlingar, kartor, teateraffischer och tidningsurklipp. I arkivet finns även tiotusentals fotografier från Skövde samt mängder av porträttfoton från 1800-talet. I magasinet finns bortåt 40 000 föremål, ingen vet riktigt hur många eftersom alla inte är registrerade än.
Det finns även en extern utställning som ligger mitt i centrum: Helénsgården (även Helénsstugan, eller Petter Heléns stuga), som är Skövdes enda kvarvarande byggnad från den stora stadsbranden som år 1759 i princip totalförstörde staden. Helénsgården byggdes troligen i början av 1700-talet och är idag kulturminnesskyddad. Dess park används flitigt som mötesplats och för evenemang som exempelvis nationaldagsfirande.
På Skövde garnison finns även Garnisonsmuseet som har utställningar om försvaret och soldater genom tiderna. Dessutom har de Centrala soldatregistret används för exempelvis släktforskning.
Skövdes idrottshistoriska museum, det nyaste museet i Skövde, från 2001, ligger i källaren på Billingehus. Här finns stadens idrottshistoria i ljud, bild, gamla pokaler och idrottsredskap.
På Volvomuseet berättas om starten av Sköfde Gjuteri och Mekaniska Verkstad 1868 och omvandlingen till dagens bilindustri.
Ryttmästarbostället ligger vid Simsjön utanför Skövde och drivs av en ideell förening. Föreningens syfte är att bevara byggnader, möbler och bruksföremål från indelningsverkets tid samt göra samlingarna tillgängliga för allmänheten.

### Musik
Musikarrangemang anordnas bland annat i Loke, en lokal som anordnar amatörkvällar då amatörer kan spela och även få låna instrument. Valhall är en lokal precis bredvid Loke i Kulturhuset, där etablerade band som till exempel Mustasch, Hardcore Superstar och Death Cab for Cutie har spelat.
Arena Skövde brukar vintertid användas för stora artister som lockar stor publik. Om sommaren används ofta Karstorp fritidsområde eller Boulognerskogen.

### Teater

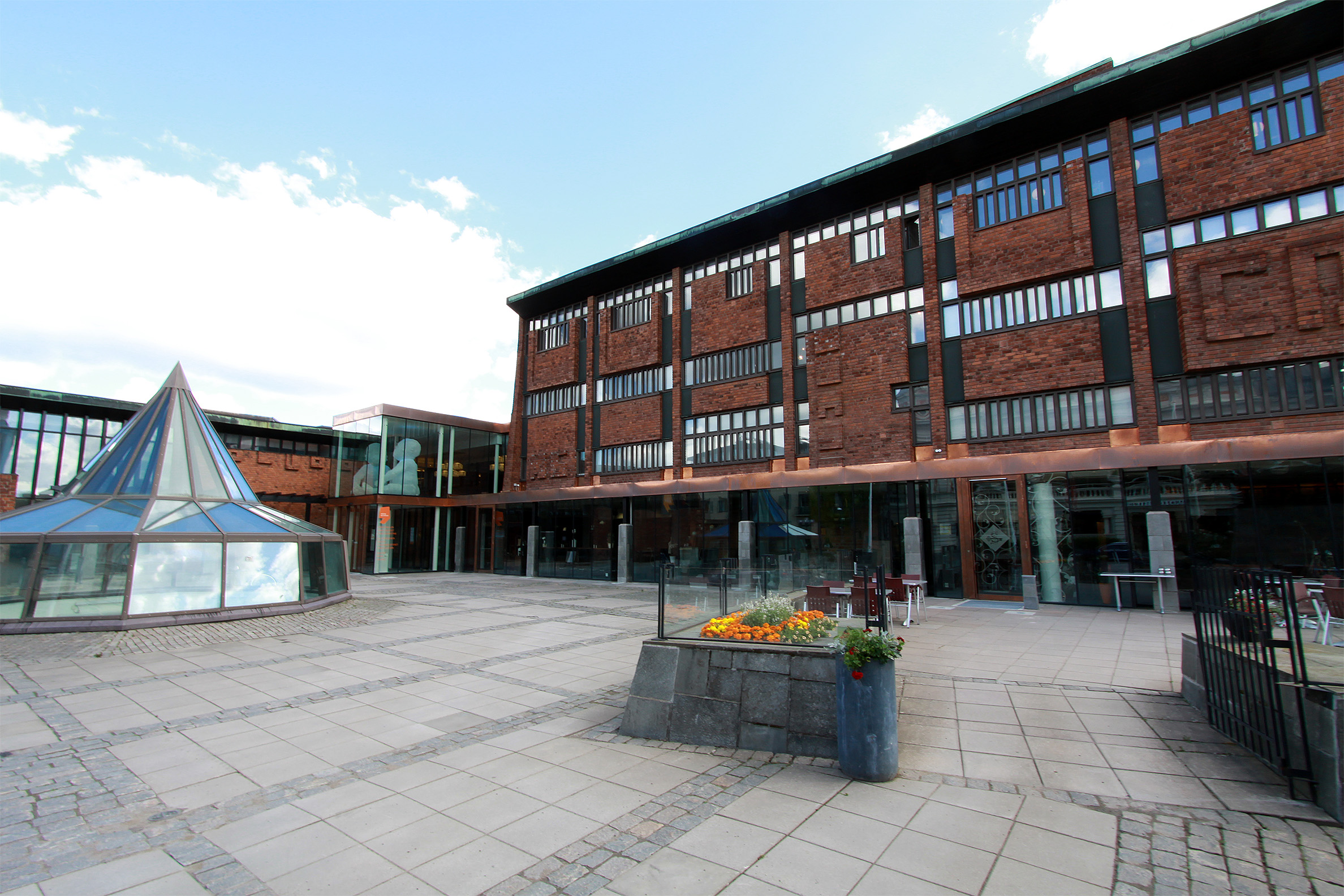
Skövde kulturhus, 2013.

Teaterföreställningar kan ses på Stadsteatern som ligger i Skövdes Kulturhus. Eric Ugglas Teater är en annan teater, på Eric Ugglas plats en aning söder om Skövdes stadskärna.

### Matfestivalen
Matfestivalen är en folkfest i Skövde som startade 1990 och går sista helgen i augusti. Festivalens fokus ligger på maten som serveras i smakportioner av olika restauranger i staden. Restaurangerna tävlar även om vem som gör den bästa rätten som utses av festivalbesökarna. Matfestivalen har även ett tivoli på Sandtorget och en saluhall på Hertig Johans torg.

### Sport
Skövde som idrottsstad har länge varit fokuserat runt handboll, men det finns även andra sporter på elitnivå som dock hamnat något i skymundan, som till exempel baseboll, softboll, Taekwon-Do och boule. Skövde Taekwon-Do Club har arrangerat många stora internationella tävlingar. Bland annat har två Europa Mästerskap arrangerats i Skövde, år 2010 och 2013. Dukes Tourney är en stor årlig återkommande ungdomsturnering i amerikansk fotboll, som arrangeras i Skövde.

#### Handboll
Skövdes handbollslag spelar på högsta nivå för både herrar och damer. IFK Skövde har på senare tid hållit till i handbollens Elitserie och 2005 var herrarna i final mot Sävehof. En final som man trots stora framgångar under säsongen förlorade med minsta möjliga marginal. År 2007 var man åter igen i final, nu mot Hammarby IF som dock vann matchen. Även Skövde HF:s damlag återfinns i Sveriges högsta division. Bland annat spelade man fem finaler inom loppet av några år, och blev svenska mästare 2008 efter att ha besegrat IK Sävehof med 31–24.